# Liste d'élections infranationales en 2019
Chronologie des élections infranationales
- 2015
- 2016
- 2017
- 2018
- 2019
- 2020
- 2021
- 2022
- 2023

Cette liste recense les élections infranationales organisées durant l'année 2019. Elle inclut les élections (territoriales, régionales, municipales,...) et référendums locaux dans les territoires faisant partie d'États souverains,.
Les scrutins nationaux ou dans des territoires sécessionnistes sont répertoriés dans la liste d'élections nationales en 2019.

## Par mois

### Février
| Date       | Pays                      | Élections    | Contexte                               | Résultats |
| ---------- | ------------------------- | ------------ | -------------------------------------- | --- |
| 10 février | Abruzzes                  | Régionales   | Région d'Italie.                       | La coalition de centre-droit italienne de Marco Marsilio remporte l'élection et rafle 17 sièges avec 49,19 % des votes, soit la majorité absolue des sièges. La Ligue, parti d’extrême droite, incluse dans la coalition, obtient le résultat le plus important avec 27,53 %, soit 10 sièges. La coalition de centre-gauche de Giovanni Legnini perd l'élection et ne remporte que 5 sièges, soit 12 de moins que dans le conseil sortant. Le Mouvement 5 étoiles obtient 7 sièges, soit un siège supplémentaire. |
| 24 février | Sardaigne                 | Régionales   | Région d'Italie à statut spécial.      | La coalition de centre-droit italienne de Christian Solinas remporte l'élection, obtenant 36 sièges et 47,81 % des voix. La coalition de centre-gauche de Massimo Zedda obtient 18 sièges et 32,93% des voix, soit 12 sièges de moins qu'à l'élection précédente. La liste du Mouvement 5 étoiles de Francesco Desogus fait son entrée au parlement, obtenant 6 sièges avec 11,18 % des voix. |
| 25 février | Îles Vierges britanniques | Législatives | Territoire d'outre-mer du Royaume-Uni. | Le scrutin donne lieu à une alternance. Le Parti des îles Vierges (VIP) remporte huit des treize sièges à pourvoir, tandis que le Parti démocratique national (NDP), au pouvoir, n'en décroche que trois, contre sept auparavant. Andrew Fahie (VIP) devient Premier ministre. |

### Mars
| Date    | Pays                        | Élections                 | Contexte | Résultats |
| ------- | --------------------------- | ------------------------- | --- | --- |
| 17 mars | Monaco                      | Municipales               | | De nouveau seule en lice, la liste évolution communale remporte l'intégralité des sièges de l'unique commune de Monaco. |
| 20 mars | Pays-Bas                    | Provinciales              | Les conseillers provinciaux élisent le 27 mai les membres du Sénat.                                           | Le scrutin est marqué par l'arrivée en tête des suffrages du parti conservateur Forum pour la démocratie. Le cabinet Rutte III de la coalition quadripartite (VVD-CDA-D66-CU) devrait perdre sa majorité au Sénat. |
| 23 mars | Nouvelle-Galles du Sud      | Législatives Sénatoriales | Territoire d'Australie.                                                                                       | |
| 24 mars | Liechtenstein               | Municipales               | | Le Parti progressiste des citoyens (droite) arrive en tête du scrutin, suivi par l'union patriotique (centre droit) et par la liste libre (centre gauche). Dans les cantons de Vaduz, Triesen et Eschen, un second tour est nécessaire. |
| 24 mars | Basilicate                  | Régionales                | Région d'Italie.                                                                                              | Le scrutin donne lieu a une alternance. La Coalition de centre-gauche menée par le parti démocrate cède le pouvoir à la coalition de centre-droit menée par la Ligue. Vito Bardi, du parti Forza Italia, devient président de la région. |
| 26 mars | Tristan da Cunha            | Législatives              | Territoire d'outre-mer du Royaume-Uni.                                                                        | Aucun parti politique n'existant sur l'île, l'ensemble des élus sont indépendants. Le scrutin voit un renouvellement important des membres du Conseil, seul un conseiller sortant étant réélu ou nommé. James Glass remplace Ian Lavarello au poste de chef du Conseil. |
| 30 mars | Îles Vierges des États-Unis | Référendum                | Territoire non incorporé et organisé des États-Unis. Porte sur une modification des circonscriptions du Sénat | La proposition est largement approuvée avec 74,89 % des suffrages en faveur. La participation ne s'élève cependant qu'a 9,04 %, loin du quorum de 50% nécessaire pour valider la consultation. |
| 31 mars | Turquie                     | Municipales               | | Les résultats sont vus comme un important revers pour l'AKP, parti de Recep Erdoğan, qui perd Ankara, Istanbul, Antalya et Adana. Cependant, le parti du président conserve la majorité des votes à l'échelle du pays, obtenant 51,67 % avec son allié du MHP. L'AKP dépose cependant des recours à Ankara et Istanbul, alors que le YSK dénonce la diffusion de chiffres fantaisistes à Istanbul de la part de l'agence Anadolu. La participation s'élève à 84,66% de suffrages exprimés. Ces élections ont fait 8 morts et plus de 20 blessés. |

### Avril
| Date     | Pays                  | Élections    | Contexte            | Résultats |
| -------- | --------------------- | ------------ | ------------------- | --- |
| 14 avril | Liechtenstein         | Municipales  | Second tour.        | Le Parti progressiste des citoyens (droite) arrive en tète du scrutin, suivi de l'union patriotique (centre droit) et de la liste libre (centre gauche). |
| 16 avril | Qatar                 | Municipales  |                     | L'ensemble des 29 conseillers élus, dont quatre sans opposition, sont indépendants. |
| 16 avril | Alberta               | Législatives | Province du Canada. | Le parti conservateur uni (droite) remporte la majorité absolue avec 63 sièges tandis que le Nouveau parti démocratique (centre gauche) chute à la seconde place avec 24 sièges. Jason Kenney devient premier ministre. |
| 23 avril | Île-du-Prince-Édouard | Législatives | Province du Canada. | Assemblée sans majorité. Le Parti progressiste-conservateur arrive en tête avec une majorité relative de 12 sièges. Le Parti vert connaît une progression spectaculaire en triplant son score par rapport aux élections de 2015. Quant au Parti libéral, au pouvoir depuis 2007, il subit une chute en n'obtenant que 6 sièges dans la nouvelle assemblée. Dennis King (Parti progressiste-conservateur ) est désigné premier ministre. |

### Mai
| Date   | Pays                    | Élections                | Contexte | Résultats |
| ------ | ----------------------- | ------------------------ | --- | --- |
| 2 mai  | Royaume-Uni             | Municipales              | | Les Conservateurs et les Travaillistes sortent perdants de ces élections, et perdent de nombreux sièges, notamment au profit des Libéraux-démocrates, opposés au départ du Royaume-Uni de l'Union européenne. Les Verts et des candidats indépendants voient également des résultats en hausse. |
| 5 mai  | Panama                  | Municipales              | | |
| 12 mai | Nouvelle-Calédonie      | Provinciales             | Collectivité sui generis de France. | Les anti-indépendantistes conservent leur majorité absolue avec 28 sièges contre 26 pour les indépendantistes. |
| 13 mai | Philippines             | Provinciales Municipales | | |
| 16 mai | Terre-Neuve-et-Labrador | Provinciales             | Province du Canada. | Le parti libéral l'emporte avec 20 sièges sur 40 mais échoue à obtenir la majorité absolue. Il devra par conséquent obtenir l'appui d'un parti ou d'un élu indépendant. Dwight Ball demeure premier ministre. |
| 21 mai | Malawi                  | Municipales              | | |
| 24 mai | Irlande                 | Municipales              | | |
| 25 mai | Malte                   | Municipales              | Inaugure le remplacement simultané de l'ensemble des conseils municipaux, à la suite d'une réforme institutionnelle.                           | Le Parti travailliste arrive en tête au niveau national avec un total de 270 conseillers, contre 190 au Parti nationaliste |
| 26 mai | Belgique                | Régionales               | | |
| 26 mai | Espagne                 | Régionales Municipales   | | Le scrutin voit une progression des partis de gauche, qui acquièrent trois présidence régionales. |
| 26 mai | Piémont                 | Régionales               | Région d'Italie. | Victoire de la Coalition de centre-droit menée par Alberto Cirio, qui devient président de la région. |
| 26 mai | Italie                  | Municipales              | Le scrutin ne concerne que les régions sans statut spécial.                                                                                    | La Coalition de centre-gauche arrive en tête en nombre de municipalités remportée, malgré une progression de la Coalition de centre-droit, qui remporte notamment les capitales provinciales de Ferrare, Forlì et Pescara. |
| 26 mai | Brême                   | Régionales               | Land d'Allemagne. | Le scrutin voit la première défaite de l'histoire régionale du SPD, au pouvoir sans interruption depuis 74 ans, au profit de la CDU, et la perte de la majorité absolue pour la coalition rouge-verte qui gouverne le Land depuis 2007. Le président du Sénat social-démocrate Carsten Sieling, qui achève son premier mandat, est remplacé par Andreas Bovenschulte, qui prend la tête d'une « coalition rouge-rouge-verte » marquant la première participation de Die Linke à un gouvernement dans l'ancienne Allemagne de l'Ouest. |
| 26 mai | Allemagne               | Communales               | Dans les länder de Bade-Wurtemberg, Brandebourg, Mecklembourg-Poméranie-Occidentale, Sarre, Saxe, Saxe-Anhalt, Rhénanie-Palatinat et Thuringe. | Les partis de la Grande Coalition au pouvoir au niveau fédéral (CDU et SPD) sont en baisse, tout comme Die Linke. Les écologistes sont en forte hausse, en particulier en ex-Allemagne de l'Ouest. L'AfD, quant à elle, enregistre aussi une forte progression, plus particulièrement en ex-Allemagne de l'Est. |
| 30 mai | Tonga                   | Municipales              | | |

### Juin
| Date    | Pays      | Élections    | Contexte                                            | Résultats |
| ------- | --------- | ------------ | --------------------------------------------------- | --- |
| 16 juin | Guatemala | Municipales  |                                                     | |
| 30 juin | Togo      | Municipales  | Premières élections municipales au Togo depuis 1987 | |
| 30 juin | Albanie   | Municipales  |                                                     | Le parti socialiste du premier ministre Edi Rama remporte toutes les municipalités à la suite du boycott d'une grande partie de l'opposition.                     |
| 30 juin | Gagaouzie | Gouvernorale | Région autonome de Moldavie.                        | Irina Vlah est réélue à une écrasante majorité de 91,27 % des suffrages exprimés dès le premier tour, que le taux de participation permet de valider de justesse. |

### Août
| Date    | Pays       | Élections    | Contexte                                 | Résultats |
| ------- | ---------- | ------------ | ---------------------------------------- | --- |
| 31 août | Îles Féroé | Législatives | Pays constitutif du royaume de Danemark. | Assemblée sans majorité. Le scrutin donne lieu à une alternance. La coalition de gouvernement sortante, menée par le Parti social-démocrate et allant de la gauche au centre-droit, recule de deux sièges et perd ainsi sa très courte majorité absolue. Les Partis de l'Union, du Peuple et du Centre forment un gouvernement de coalition avec Bárður á Steig Nielsen pour Premier ministre. |

### Septembre
| Date          | Pays        | Élections                | Contexte | Résultats |
| ------------- | ----------- | ------------------------ | --- | --- |
| 1er septembre | Brandebourg | Régionales               | Land d'Allemagne. | Le SPD termine en tête avec 26,18 % des voix, mais perd 5 sièges et n'en dispose plus que de 25. Forte percée de l’extrême droite, l'AfD obtient 23 élus avec 23,51 % des voix. |
| 1er septembre | Saxe        | Régionales               | Land d'Allemagne. | Le CDU de Michael Kretschmer reste en tête avec 32,11 % des voix, mais perd près de 14 sièges. Forte percée de l’extrême droite, l'AfD gagne 24 élus supplémentaires, avec un total de 38 élus, pour 27,49 % des voix. |
| 8 septembre   | Russie      | Gouvernorales Régionales | Sont renouvelés les gouverneurs de 19 sujets de la fédération de Russie - dont 16 au scrutin direct et 3 au scrutin indirect - ainsi que les assemblées de 13 sujets, certains cumulant les deux types de scrutin.                                     | Les scrutins sont presque tous remportés par le parti au pouvoir Russie unie, malgré d'importants reculs, notamment à Moscou. |
| 9 septembre   | Norvège     | Municipales Régionales   | | Le Parti Travailliste baisse fortement, tandis que le Parti du Centre connait des résultats en forte hausse et devient le troisième parti. Les partis de la coalition au pouvoir au niveau national baissent tous légèrement ou moyennement. Les autres partis d'opposition augmentent légèrement leurs résultats. L'Action populaire — Moins de péages (no) parvient à entrer dans plusieurs parlements régionaux. |
| 10 septembre  | Manitoba    | Législatives             | Province du Canada. | Le parti conservateur en légère baisse conserve la majorité absolue devant le Nouveau Parti démocratique. Brian Pallister demeure premier ministre. |
| 22 septembre  | Madère      | Régionales               | Région autonome du Portugal. | Les élections voient la victoire du Parti social-démocrate, qui perd cependant la majorité absolue qu'il détenait depuis les premières élections de 1976, ainsi que par la progression du Parti socialiste. |
| 28 septembre  | Afghanistan | Provinciales             | Les talibans commettent des attentats durant la campagne électorale et le jour du scrutin pour en perturber le déroulement, faisant quarante-huit morts et de nombreux blessés. Ils parviennent à empêcher l'ouverture de quelque 900 bureaux de vote. | |

### Octobre
| Date       | Pays             | Élections              | Contexte                                                | Résultats |
| ---------- | ---------------- | ---------------------- | ------------------------------------------------------- | --- |
| 12 octobre | Nouvelle-Zélande | Municipales Régionales |                                                         | |
| 13 octobre | Vorarlberg       | Régionales             | Land d'Autriche.                                        | Le Parti populaire autrichien remporte le scrutin, manquant de peu la majorité absolue |
| 13 octobre | Hongrie          | Municipales            |                                                         | Le Fidesz de Viktor Orban conserve la majorité des élus locaux mais subit plusieurs revers notamment dans la capitale Budapest ou l'opposition conduite par Gergely Karácsony remporte la majorité. |
| 15 octobre | Mozambique       | Provinciales           |                                                         | |
| 17 octobre | Gibraltar        | Législatives           | Territoire d'outre-mer du Royaume-Uni.                  | L'alliance du Parti travailliste-socialiste (centre-gauche) et du Parti libéral (centriste, social-libéral) conserve sa courte majorité absolue des sièges. Fabian Picardo (travailliste-socialiste) demeure ministre-en-chef. |
| 20 octobre | Îles Åland       | Législatives           | L'archipel constitue une province autonome de Finlande. | Assemblée sans majorité. Le parti Centre ålandais (social-libéral, agrarien) obtient la majorité relative avec près d'un tiers des sièges, devançant notamment les Libéraux (centristes sociaux-libéraux) de la Première ministre sortante Katrin Sjögren. Veronica Thörnroos, du parti Centre ålandais, devient Première ministre à la tête d'un gouvernement de coalition regroupant son parti ainsi que la Coalition modérée pour Åland, la Coalition des indépendants et Initiative durable. |
| 20 octobre | Moldavie         | Municipales            |                                                         | Le parti des socialistes de la république de Moldavie(gauche, conservatisme) et le bloc électoral ACUM (centre, europhilie) arrivent en tète. |
| 27 octobre | Argentine        | Provinciales           |                                                         | |
| 27 octobre | Thuringe         | Régionales             | Land d'Allemagne.                                       | Die Linke (gauche à extrême gauche) conserve la première place, mais la coalition formée avec le SPD et Alliance 90 / Les Verts n'est plus majoritaire. La seconde place revient à l'AfD (extrême-droite), qui progresse au détriment de la CDU (droite). |
| 27 octobre | Ombrie           | Régionales             | Région d'Italie.                                        | Victoire de la Coalition de centre-droit (droite et extrême-droite), menée par Donatella Tesei (Ligue du Nord), dans une région historiquement gouvernée par la gauche. |
| 27 octobre | Colombie         | Régionales Municipales |                                                         | |
| 27 octobre | Bulgarie         | Municipales            |                                                         | Le GERB du premier ministre Boïko Borissov remporte la majorité des municipalités. |

### Novembre
| Date        | Pays       | Élections    | Contexte | Résultats |
| ----------- | ---------- | ------------ | --- | --- |
| 18 novembre | Montserrat | Législatives | Territoire d'outre-mer du Royaume-Uni. | Alternance : le Mouvement démocratique populaire perd quatre sièges, principalement en faveur du Mouvement pour le changement et la prospérité mené par Joseph Farrell. Ce dernier remporte la majorité absolue des sièges élus à l'assemblée malgré la dispersion des voix entre les différents partis d'opposition au cours d'un scrutin marqué par un nombre record de candidatures. Le premier ministre sortant Donaldson Romeo conserve son siège en tant que candidat indépendant à la suite d'un vote de censure interne au parti un mois avant les élections. Joseph Taylor Farrell lui succéde au poste de Premier ministre de Montserrat. |
| 20 novembre | Sidama     | Référendum   | Porte sur la création d'une région à part entière pour la Sidama, l'une des quinze zones de la région des nations, nationalités et peuples du Sud en Éthiopie. | La population approuve la régionalisation à une écrasante majorité, 98,52 % des votants se prononçant en faveur, pour une participation de 99,86 %. |
| 24 novembre | Styrie     | Régionales   | Land d'Autriche. | Le parti populaire remporte le scrutin en hausse avec 36% des suffrages devant le parti social démocrate qui chute à la seconde place avec 23%. |
| 24 novembre | Hong Kong  | Locales      | Région administrative spéciale de Chine. Les élections interviennent dans le contexte des manifestations pro-démocratie en cours depuis plusieurs mois.        | Le scrutin constitue un camouflet pour le pouvoir pro-Pékin, en conduisant à l'élection d'une écrasante majorité d'élus pro-démocratie. Si ces derniers ne disposent que de peu de pouvoirs, leurs élections rend caduc l'argument avancé par le pouvoir visant à décrire les manifestants comme l’œuvre d'une minorité agressive faisant subir ses manifestations à une majorité silencieuse favorable à Pékin. Sur les 452 sièges à pourvoir, 388 sont remportés par les candidats pro démocratie. |
| 24 novembre | Tanzanie   | Municipales  | | Le parti Chama cha Mapinduzi au pouvoir remporte sans difficulté le scrutin, boycotté par l'opposition. |
| 27 novembre | Madagascar | Municipales  | | |

### Décembre
| Date                      | Pays              | Élections                  | Contexte | Résultats |
| ------------------------- | ----------------- | -------------------------- | --- | --- |
| 2 décembre                | Trinité-et-Tobago | Municipales                | Concernent l'île de Trinité. | Le Mouvement national du peuple et le Congrès national uni remportent sept municipalités chacun.                                   |
| 23 novembre au 7 décembre | Bougainville      | Référendum sur l'indépend. | Région autonome de Papouasie-Nouvelle-Guinée. Les citoyens de cette province sont appelés à voter pour ou contre l'indépendance, en application de l'accord de paix de 2001 qui a mis fin à la lutte armée des indépendantistes. Le référendum est cependant consultatif. | Les résultats donnent une écrasante majorité de 98,3 % en faveur de l'indépendance, avec un taux de participation de plus de 87 %. |
| 15 décembre               | Saint-Marin       | Municipales                | | |
| 15 décembre               | Andorre           | Municipales                | | |
| 17 décembre               | Ghana             | Municipales                | | |
| 22 décembre               | Ouzbékistan       | Régionales Municipales     | | |
| 23 décembre               | Azerbaïdjan       | Municipales                | | |